# Proost op het leven
Proost op het leven is een lied van de Nederlandse zangers Tino Martin en René Froger. Het werd in 2019 als single uitgebracht. 

## Achtergrond
Proost op het leven is geschreven door Eric van Tijn, Jochem Fluitsma en Marcel Schimscheimer en geproduceerd door John Dirne, Justin Pieplenbosch, Marcel Schimscheimer, Johnny Sap en René Froger. Het is een nummer uit het genre levenslied. In het lied zingen de zangers over het mooie van het leven en dat men ervan moet genieten en op proosten. Over de samenwerking vertelde Tino Martin dat Froger altijd een idool en voorbeeld voor hem is geweest. De zangers brachten het lied voor het eerst ten gehore tijdens een concert van Tino Martin in het Olympisch Stadion in Amsterdam, waar de zangers eerst een medley van de nummers van Froger zongen. Toen dit bij het publiek in de smaak viel, besloten ze om het lied als single uit te brengen.

## Hitnoteringen
De zangers hadden weinig succes met het lied. Er was geen notering in de Single Top 100 en ook de Top 40 werd niet bereikt. Bij laatstgenoemde was er wel de 22e plaats in de Tipparade. 